# Дюфур-Тонини, Анн-Лиз
Анн-Лиз Дюфур-Тонини (фр. Anne-Lise Dufour-Tonini — французский политик, бывший депутат Национального собрания Франции и сенатор, мэр города Денен, член Социалистической партии.

## Биография
Родилась 2 марта 1970 г. в Денене (департамент Нор). Её мать Соланж Тонини, член коммунистической партии, на протяжении многих лет была первым вице-мэром Денена. Химик по образованию, Анн-Лиз Дюфур-Тонини в течение десяти лет работала учителем химии в школе в Денене, а в 2002 году стала директором школы.
Пришла в политику в 1995 году, когда была избрана в муниципальный совет Денена и стала вице-мэром по вопросам образования. После смерти многолетнего мэра города Патрика Руа в мае 2011 года была избрана мэром Денена.
На выборах в Национальное собрание 2012 г. стала кандидатом социалистов по 19-му избирательному округу департамента Нор, получила в 1-м туре большинство голосов - 32,84 % - и без борьбы победила во 2-м туре, поскольку занявший в 1-м туре второе место коммунист Мишель Лефевр снял свою кандидатуру в соответствии с соглашением между левыми партиями.
На региональных выборах в декабре 2015 года занимала четвертую строчку в списке социалистов по департаменту Нор.
В июне 2017 года потерпела поражение на выборах в Национальное собрание 2017 г. по 19-му избирательному округу департамента Нор, а через несколько дней после отставки Мари-Кристин Бланден заменила ее в Сенате Франции. В выборах в Сенат 2017 года не участвовала.

## Занимаемые выборные должности
1995 — 03.05.2011 — вице-мэр Денена 

с 04.05.2011 — мэр Денена 

18.06.2012 - 20.06.2017 — депутат Национального собрания Франции от 19-го избирательного округа департамента Нор 

01.07.2017 - 01.10.2017 — сенатор Франции от департамента Нор